# Phyllonorycter bicinctella
Phyllonorycter bicinctella là một loài bướm đêm thuộc họ Gracillariidae. Nó được tìm thấy ở Nhật Bản (Hokkaido) và vùng Viễn Đông Nga.
Ấu trùng ăn Ulmus davidiana var. japonica, Quercus crispula và Ulmus pumila. Chúng ăn lá nơi chúng làm tổ. The mine is ptychonomous và located on the space between two veins of the lower surface of the leaves.